# Мария, благодати полная
«Мари́я, благода́ти по́лная» (исп. María llena eres de gracia) — колумбийско-американский фильм 2004 года выпуска по сценарию Джошуа Марстон, повествующий о судьбе молодой латиноамериканской девушки, вовлечённой в наркоторговлю. Главную роль исполнила Каталина Сандино Морено, за что и была номинирована на нескольких кинопремий, включая «Оскар».

## Сюжет
Действие фильма происходит в наше время, и во многом очень типично для латиноамериканской жизни. Реалистичные картины крайней бедности, необразованности и криминализованности Колумбии предстают перед зрителем в начале фильма. В типично латиноамериканских традициях, молодая Мария Альварес, главная героиня фильма, случайно забеременела от какого-то мальчишки. Чтобы заработать денег, она становится наркокурьером и летит в Нью-Йорк с полным кокаина желудком. В США людей, подобным образом перевозящих наркотики, называют «наркомулами» (mulo, mula), у нас — «верблюдами». Девушка попадает в грязный и жестокий мир наркоторговли, но в конце всё-таки сумеет вырваться из порочного круга и начинает жить ради ребёнка.

Наркотики на столе перед Марией
Досмотр в аэропорту Нью-Йорка

## Актёрский состав
| Актёр                         | Роль           |
| ----------------------------- | -------------- |
| Каталина Сандино Морено       | Мария Альварес |
| Вирхиниа Ариса                | Хуана          |
| Енни Паола Вега               | Бланка         |
| Родриго Санчес Бороркес       | надсмотрщик    |
| Чарльз Альберт Патиньо        | Фелипе         |
| Уилсон Герреро                | Хуан           |
| Иоханна Андреа Мора           | Диана Альварес |
| Фабрисио Суарес, Матео Суарес | Пачо           |
| Эванхелина Моралес            | Росита         |
| Хуана Гуардерас               | фармацевт      |
| Джон Алекс Торо               | Франклин       |
| Хайме Осорио Гомес            | Хавьер         |
| Гильед Лопес                  | Луси Диас      |
| Виктор Масиас                 | Наркоупаковщик |

## Награды и номинации
- 2005 — номинация на премию «Оскар» за лучшую женскую роль (Каталина Сандино Морено)
- 2005 — две номинации на премию «Выбор критиков»: лучшая женская роль (Каталина Сандино Морено), лучший фильм на иностранном языке
- 2005 — две премии «Независимый дух»: лучшая женская роль (Каталина Сандино Морено), лучший дебютный сценарий (Джошуа Марстон), а также три номинации: лучший фильм (Пол Мезей), лучший режиссёр (Джошуа Марстон), лучшая женская роль второго плана (Енни Паола Вега)
- 2005 — три номинации на премию «Спутник»: лучший фильм — драма, лучший режиссёр (Джошуа Марстон), лучшая женская роль — драма (Каталина Сандино Морено)
- 2005 — номинация на премию Гильдии киноактёров США за лучшую женскую роль (Каталина Сандино Морено)
- 2004 — попадание в пятёрку лучших иностранных фильмов года по версии Национального совета кинокритиков США
- 2004 — два приза Берлинского кинофестиваля: Серебряный медведь за лучшую женскую роль (Каталина Сандино Морено), Приз Альфреда Бауэра (Джошуа Марстон), а также номинация на Золотого медведя (Джошуа Марстон)